# Campionato sudamericano di rugby 1977
Il campionato sudamericano di rugby 1977 (in spagnolo Sudamericano de Rugby 1977; in portoghese Campeonato Sul-Americano de Rugby de 1977) fu il 10º campionato continentale del Sudamerica di rugby a 15.
Si tenne in Argentina dal 23 al 30 ottobre 1977 tra cinque squadre nazionali e fu vinto dalla formazione di casa dei Pumas al loro decimo successo, assoluto e consecutivo.
Il torneo fu organizzato dall'Unión Argentina de Rugby e si tenne interamente presso le strutture del Club Atlético Concepción di San Miguel de Tucumán.
Anche la decima edizione non presentò sorprese dal punto di vista del risultato finale: l'Argentina vinse il suo ennesimo titolo, unica squadra fino ad allora nel palmarès della competizione, e l'unica incognita fu la lotta per il secondo posto, che fu appannaggio dell'Uruguay che sconfisse il Cile nella gara per il piazzamento d'onore.
Il valore delle marcature, come stabilito dall’IRFB nel 1977, era: 4 punti per ciascuna meta (6 se trasformata), 3 punti per la realizzazione di ciascun calcio piazzato, idem per il drop.

## Squadre partecipanti
- Argentina
- Brasile
- Cile
- Paraguay
- Uruguay

## Risultati
| Arbitro: | Fernando Malmierca |

|                 |      |              |
| Allamand Bengoa | mt   |              |
| Bengoa          | tr   |              |
| Bengoa (4)      | c.p. | Moscarda (1) |

| Arbitro: | Roque Daneri |

|                 |      |         |
| Canessa tecnica | mt   | Taboada |
| J. Zerbino      | tr   |         |
| J. Zerbino (2)  | c.p. | Burt    |

| Arbitro: | José L. Ilabaca |

|                                                                           |      |            |
| Sansot (3) G. Morgan (3) G. Álvarez (3) Ventura Badano Iachetti Passaglia | mt   |            |
| Sansot (6) Capalbo                                                        | tr   |            |
| Sansot (4)                                                                | c.p. | Bishop (2) |

| Arbitro: | José L. Ilabaca |

|                 |      |              |
| Ditore Mongelós | mt   | Jover Baines |
| Moscarda        | tr   | Bishop       |
| Moscarda (5)    | c.p. | Bishop       |

| Arbitro: | Roque Daneri |

|               |      |                            |
| Tagini        | mt   |                            |
| Planellas     | tr   |                            |
| Planellas (4) | c.p. | J. Zerbino (3) Canessa (4) |

| Arbitro: | Jean P. Juanchich |

|                                                                                       |      |  |
| G. Morgan (2) G. Terán (2) J. Truco J. Capalbo D'Agnilo (2) Balfour Passaglia tecnica | mt   |  |
| J. Capalbo (7)                                                                        | tr   |  |
| J. Capalbo (4)                                                                        | c.p. |  |

| Arbitro: | Roque Daneri |

|                                     |      |                    |
| Serón (2) Adriazola Bauerle Mascaró | mt   | Bishop (2) Stalker |
| Planellas (5)                       | tr   | Bishop (3)         |
| Planellas                           | c.p. | Bishop (2)         |
|                                     | drop | Bishop             |

| Arbitro: | Fernando Malmierca |

|                                                              |      |          |
| Truco Álvarez (4) Balfour (2) Morgan (2) Allen Terán tecnica | mt   |          |
| Guarrochena (10)                                             | tr   |          |
| Guarrochena (3)                                              | c.p. | Moscarda |

| Arbitro: | Roque Daneri |

|                                                    |      |            |
| Mutío J. Zerbino (2) Vivo Nicolich Borrat M. Smith | mt   | Baines     |
| J. Zerbino (5)                                     | tr   | Bishop     |
| J. Zerbino (2)                                     | c.p. | Bishop (2) |
| Vivo                                               | drop | Bishop     |

| Arbitro: | L. Lichevsky |

|                              |      |               |
| Álvarez (2) G. Morgan Sansot | mt   | Mac Gregor    |
| J. Capalbo (3)               | tr   |               |
| Sansot                       | c.p. | Planellas (2) |

## Classifica
| Pos | Squadra   | G | V | N | P | PF  | PS  | DP   | Pt |
| --- | --------- | - | - | - | - | --- | --- | ---- | -- |
| 1   | Argentina | 4 | 4 | 0 | 0 | 250 | 19  | +231 | 8  |
| 2   | Uruguay   | 4 | 3 | 0 | 1 | 84  | 110 | −26  | 6  |
| 3   | Cile      | 4 | 2 | 0 | 2 | 83  | 76  | +7   | 4  |
| 4   | Paraguay  | 4 | 1 | 0 | 3 | 38  | 128 | −90  | 2  |
| 5   | Brasile   | 4 | 0 | 0 | 4 | 61  | 183 | −122 | 0  |